# Hermanas de la Caridad de Quebec
La Congregación de Hermanas de la Caridad de Quebec (oficialmente en latín: Congregatio Sororum Caritatis Quebecensis) es una congregación religiosa católica femenina, de vida apostólica y de derecho pontificio, fundada en 1849 por la religiosa canadiense Marcella Mallet, en Ottawa. A las religiosas de este instituto se les conoce también como hermanas grises de Quebec y posponen a sus nombres las siglas S.C.Q.

## Historia

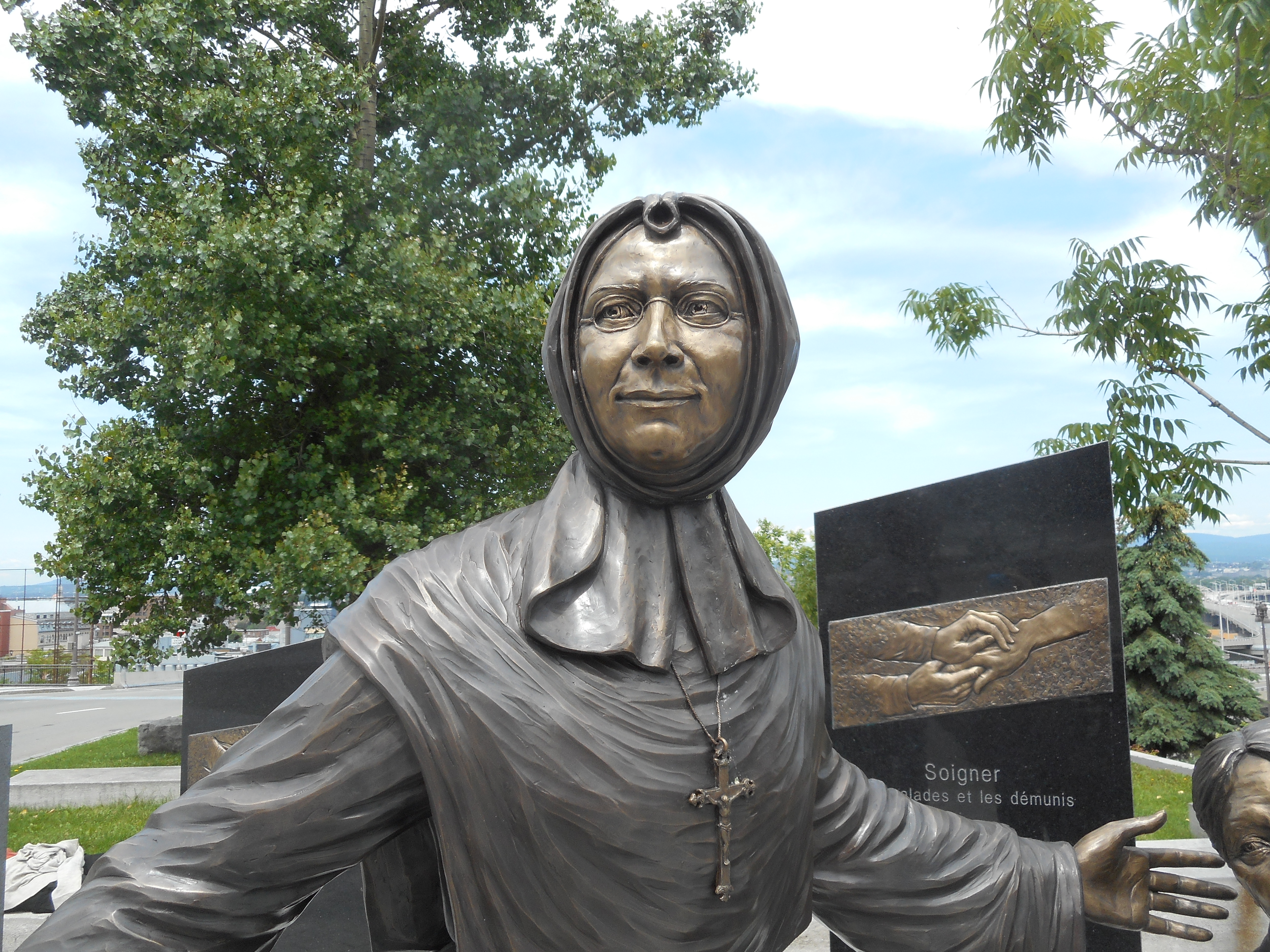
Marcella Mallet (1805-1871), fundadora del instituto, es considerada venerable en la Iglesia católica.

La congregación proviene de las Hermanas de la Caridad de Montreal, fundadas por María Margarita de Youville en 1738. Un grupo de religiosas de esta congregación, a la cabeza de Marcella Mallet, fueron enviadas a fundar una comunidad en Quebec, en 1831, por petición del obispo coadyutor Pierre-Flavien Turgeon, para encargarse de un centro educativo.  El 22 de agosto de 1849, las hermanas de Quebec se separaron de la casa madre y se convirtieron en una congregación autónoma.
El instituto recibió la aprobación como congregación religiosa de derecho diocesano el 22 de agosto de 1849, de parte de Pierre-Flavien Turgeon, obispo de Quebec. El papa León XIII elevó el instituto a congregación religiosa de derecho pontificio, mediante decretum laudis del 11 de julio de 1886.

## Organización
La Congregación de Hermanas de la Caridad de Quebec es un instituto religioso de derecho pontificio y centralizado, cuyo gobierno es ejercido por una superiora general. La sede central se encuentra en Quebec (Canadá).
Las hermanas grises de Quebec viven según el modelo de vida establecido en sus propias constituciones, basadas en las constituciones de los jesuitas, y se dedican a la educación e instrucción cristiana de la juventud y la atención de los enfermos, ancianos, pobres y huérfanos. En 2017, el instituto contaba con 352 religiosas y 10 comunidades, presentes en Argentina, Canadá, Estados Unidos, Japón, Paraguay y Uruguay.